# Зуфар ибн аль-Хузайл
Зуфар ибн аль-Хузайл аль-Анбари ат-Тамими (араб. زُفر بن الهذيل العنبري التميمي‎; 728, Эль-Куфа — 775, Басра) — выдающийся мусульманский законовед и знаток хадисов, ученик имама Абу Ханифы.

## Рождение и происхождение
Зуфар ибн аль-Хузайл родился в Ираке. Точное место его рождения неизвестно, но некоторые историки считают, что скорее всего это произошло в Куфе. Его отец аль-Хузайл ибн Кайс был родом из известного арабского племени тамим. Недолгий период он служил наместником омейядского халифа Йазида ибн аль-Валида в городе Исфахане. Сообщается, что у него было трое сыновей: Зуфар, Харсама и Каусар. Имя Зуфар в переводе с арабского языка означает «отважный», «доблестный» и иногда используется в значении «щедрый».
Имам Зуфар скончался в возрасте 48 лет. После смерти имама Абу Ханифы он прожил всего восемь лет, но внес огромный вклад в развитие и распространение его мазхаба.

## Деятельность
Зуфар вырос в богатой семье, получил хорошее образование и имел возможность посвятить себя изучению религиозных наук. Будучи ребёнком, он выучил Коран и посещал занятия куфийских улемов, изучая хадисы Пророка Мухаммада. Его учителями были Сулейман ибн Махран аль-Амаш, Яхья ибн Саид аль-Ансари, Исмаил ибн Абу Халид, Мухаммад ибн Исхак, Айюб ас-Сихтийани и др. Переехав вместе с семьей в Исфахан, он углубил свои познания и заслужил признание в богословских кругах. Он обладал прекрасной памятью, отличал надежные сообщения от слабых, разбирался в отмененных и отменяющих сообщениях. Многие хадисоведы Исфахана, включая выдающегося богослова Ваки‘ ибн аль-Джарраха, пересказывали хадисы с его слов.
Вернувшись в Куфу, имам Зуфар установил тесные связи с тамошними улемами и стал посещать занятия имама Абу Ханифы, который уже был одним из самых авторитетных законоведов Ирака. Воспитанный в традициях знатоков хадисов, он посвятил себя изучению фикха и в течение двадцати лет сопровождал имама Абу Ханифу. Благодаря проницательности и уму он добился больших успехов в законоведении и давал исчерпывающие ответы даже на непростые вопросы. Имам Абу Ханифа высоко ценил его и называл лучшим из своих учеников. После смерти Абу Ханифы большинство его последователей стали посещать занятия имама Зуфара, и лишь немногие из них собирались вокруг другого его ученика имама Абу Юсуфа.
Последние годы своей жизни имам Зуфар провел в Басре, куда он приехал по вопросу завещания своего брата. Жители Басры были восхищены его знаниями и попросили его остаться в городе. Поселившись на новом месте, он приступил к преподаванию и некоторое время занимал должность кадия. Он передавал хадисы со слов аль-Амаша, Исмаила ибн Абу Халида, Абу Ханифы, Мухаммада ибн Исхака, Хаджаджа ибн Арты и других ученых. В свою очередь с его слов хадисы передавали Хассан ибн Ибрахим аль-Кармани, Аксам ибн Мухаммад, Абд аль-Вахид ибн Зийад, Абу Нуайм аль-Мулаи, Нуман ибн Абдас-Салам ат-Тайми, аль-Хакам ибн Аййуб и др..
Имам Зуфар считается муджтахидом и одним из имамов ханафитского мазхаба. Он допускал применение кияса в тех вопросах, где нет ясного доказательства из хадисов Пророка Мухаммада. Если же, вынося суждение по какому-либо вопросу, он находил хадис, то руководствовался хадисом и не применял кияс. Опираясь на метод своего учителя, имама Абу Ханифы, он тем не менее не соглашался с ним в ряде вопросов.
Деятельность Зуфара высоко ценили такие известные исламские богословы как Ибн Абд аль-Барр, Яхья ибн Маин, Ибн Хиббан, Ибн Хаджар аль-Аскаляни и другие.